# 烈顯倫
烈顯倫，大紫荊勳賢，CBE，SC，JP（1934年8月7日—），前終審法院常任法官（1997年－2000年），前終審法院非常任法官（2000年－2015年）。

## 家庭
烈顯倫於1934年生於香港歐亞混血兒家庭。
父親列佐翰（John Letablere Litton）（1903-1941）在香港保衞戰前夕為香港義勇軍（Hong Kong Volunteer Defence Corps）任砲手一職，並於1941年12月18日英勇陣亡，享年38歲，葬於赤柱軍人墳場。母親羅德貞（Enid Tak-ching Lo-Litton），為羅文錦爵士胞妹，擅長於網球運動。
烈氏曾先後就讀於拔萃男書院及牛津大學，並於1956年取得牛津大學法學院文學碩士資格。烈氏於1959年從英國格雷律師學院獲大律師執業資格，並於翌年三月取得香港大律師執業資格。列顯倫兒子烈宗仁（John Litton）是德輔大律師事務所成員，2010年成為御用大律師。

## 仕途
自1960年起，開始在香港執業為大律師。1970年7月，獲委任為御用大律師。同年創辦了香港法律期刊。1992年9月，獲直接委任為上訴法院法官。1995年獲委任為上訴庭副庭長。
多年來，他曾任香港大律師公會、國際司法組織香港分會、城市規劃上訴委員會、水質污染管制上訴委員會、空氣污染管制上訴委員會、噪音管制上訴委員會、聯合國兒童基金會香港委員會及香港國際社會服務社諮詢委員會的主席、欺詐問題法律改革小組委員及稅務上訴委員會的副主席。他曾經兼任法律教育諮詢委員會主席及法國文化協會主席，並為聯合國兒童基金及香港大學的議會成員。
他早於1987年獲OBE勳銜。2000年，為表彰烈顯倫法官竭誠服務司法機構，出任終審法院常任法官期間，表現傑出，分別獲特區政府頒授大紫荊勳章、以及獲CBE勳銜。

## 其他
1972年的六一八雨災，烈顯倫因為在他所居住的旭龢道旭龢大廈倒塌而被活埋，消防員依循他收音機的歌聲而將他救出。
2020年9月，列顯倫分別在《明報》和《南華早報》撰文，抨擊香港法院持續地讓公共利益屈從於個人權利主張，保護大多數人的法律被破壞，卻沒有懲罰，又指法院在過去一年，幫助創造了導致街頭混亂的社會環境；司法機關及司法界對「一國兩制」憲制秩序認知遲鈍，司法覆核程序亦受濫用，法院允許律師顛倒基本法，已失去北京信任。司法機構受弊端困擾，體制內有多年隱患，需要緊急徹底改革。
烈顯倫在2021年1月27日的《星島日報》撰文《一個「歹毒的計畫」》，指責初選和戴耀廷提出的「攬炒十步」符合香港國安法第二十二條第（二）項和第二十二條第（三）項規定的顛覆國家政權罪的所有要素。